# Sportverein Darmstadt 1898
Lo Sportverein Darmstadt 1898 e.V., meglio noto come Darmstadt, è una società calcistica tedesca di Darmstadt, Assia. Milita in 2.Bundesliga.
La squadra di calcio fa parte di una società polisportiva che comprende 1.200 soci che praticano atletica leggera, pallacanestro, Jūdō, escursionismo e tennis tavolo.

## Storia

### Primi anni
Il club fu fondato il 22 maggio 1898 come FC Olympia Darmstadt. Nei primi mesi del 1919 fu noto come Rasen-Sportverein Olympia fino all'11 novembre dello stesso anno, allorquando si unì con il Darmstädter Sport Club 1905 per formare lo Sportverein Darmstadt 98.
Tra gli anni venti e gli anni trenta, la squadra giocò come SV Darmstadt in Bezirksliga Main/Hessen, girone Hesse e lottò per restare in massima divisione. Nel 1933, il regime nazista riorganizzazò il calcio tedesco in 16 massime divisioni, le Gauliga. Il Darmstadt approdò in Gauliga Hessen-Nassau, Gruppe 2 nel 1941 e vi rimase per due stagioni. Nel 1945 il sistema delle Gauliga collassò per l'avanzata degli Alleati in Germania.
Terminato il conflitto, il Darmstadt militò in Regionalliga Süd (II) tra gli anni cinquanta e la metà degli anni settanta. La squadra ottenne risultati da medio-bassa classifica, fino a quando non ottenne nell'annata 1972-1973 il primo posto nel girone, anche se non riuscì a superare i play-off per agganciare la Bundesliga.

### La Bundesliga e la crisi finanziaria
Nonostante non disponesse di grandi disponibilità economiche, la società riuscì a militare in Bundesliga nelle stagioni 1978-1979 e 1981-1982 e sfiorò la promozione in Bundesliga nel 1988 quando perse lo spareggio contro il Waldhof Mannheim ai calci di rigore del terzo incontro.
Nel 1991 la squadra non retrocesse solo perché fu tolta la licenza professionistica al Rot-Weiss Essen. La compagine tuttavia si trovò in mezzo a gravi problemi finanziari che la fecero scivolare prima in terza divisione (1993) e, successivamente, in quarta divisione (1998).
I più recenti successi del club sono legati alla conquista della Hessen Pokal nel 1999, 2001, 2006, 2007 e 2008 e di tre consecutive Possmann-Hessen Cup tra il 2000 e il 2002. In Coppa di Germania avanzò fino al terzo turno nel 1989 e nel 2001 e fu eliminato ai quarti di finale nel 1987 dall'Amburgo.
Nel 2004 il Darmstadt, sotto la guida di Bruno Labaddia, ex giocatore del club, ottenne la promozione in Regionalliga Süd (III serie) ma in seguito a nuovi problemi finanziari retrocesse nuovamente in IV serie (Oberliga Hessen) al termine della stagione 2006-07.
Il 6 marzo 2008 il Darmstadt entrò in procedura d'insolvenza e il futuro del club divenne incerto: per evitare la bancarotta venne addirittura organizzata un'amichevole con il Bayern Monaco e furono fatte diverse donazioni: per la sopravvivenza furono decisivi i contributi finanziari stanziati da precedenti dirigenti del club.
Nella stagione 2010-11, dopo aver vinto la Regionalliga Süd, il Darmstadt è stato promosso in 3. Liga (III serie). Nella stagione 2012-13 il club sarebbe dovuto retrocedere ma si salvò prendendo il posto del Kickers Offenbach, cui non era stata concessa la licenza per disputare il campionato.
Nella stagione 2013-2014 il Darmstadt si è classificato 3º in 3.Liga, ottenendo il diritto di disputare lo spareggio promozione con la terz'ultima della 2.Bundesliga, l'Arminia Bielefeld. Dopo essere stata sconfitta 3-1 in casa, la squadra è riuscita a compiere un'autentica impresa ribaltando il risultato nel ritorno con lo stesso punteggio. Durante i tempi supplementari un gol dell'Arminia Bielefeld al 110' sembrava far svanire i sogni di promozione ma un gol del brasiliano Da Costa durante il primo minuto di recupero del secondo tempo supplementare fissò il punteggio sul 2-4, consentendo al Darmstadt di festeggiare la conquista della 2.Bundesliga. Nella stagione 2014-15 il club si rende protagonista di un’incredibile annata, conclusasi con l’inaspettato secondo posto, alle spalle dell’Ingolstadt 04, sancendo così il ritorno nella massima serie tedesca. L’avventura nella Bundesliga dura due stagioni: terminata al 14º posto con 38 punti la prima, il club conclude con un pessimo ultimo posto quella seguente, retrocedendo nuovamente in Zweite Liga. Una nuova promozione in massima serie viene centrata, con una giornata di anticipo sulla fine del torneo, nell'annata 2022-2023, grazie al secondo posto finale, a pari punti con l'Heidenheim capolista.

## Colori e simboli

### Colori
I colori della maglia del Darmstadt sono il bianco e il blu, che formano delle strisce diagonali, mentre i pantaloncini sono blu e i calzettoni sono bianchi.

### Simboli ufficiali

#### Stemma
Il simbolo del Darmstadt è composto da un cerchio blu con all'interno un giglio bianco, che compare anche nello stemma cittadino. All'esterno, in blu, compare la scritta "Sportverein Darmstadt 1898 e.V.".

## Strutture

### Stadio

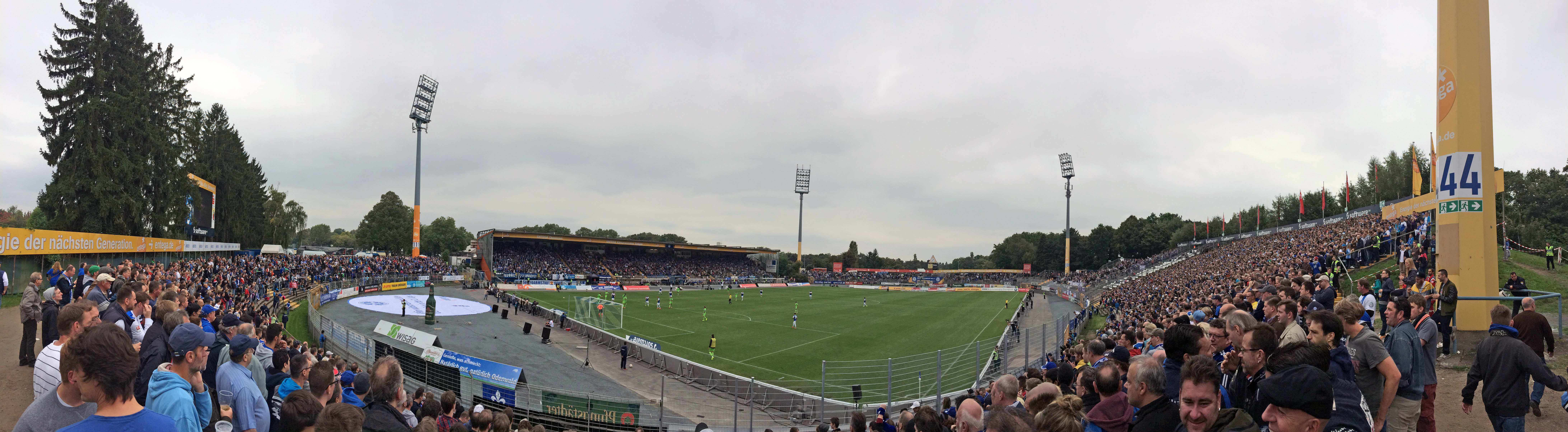
Veduta panoramica dello Stadion am Böllenfalltor.

Dal 1921 il club disputa le proprie gare interne nello Stadion am Böllenfalltor, che sorge a Darmstadt e che può ospitare 17.000 spettatori. Per ragioni di sponsorizzazione è noto come "Merck-Stadion am Böllenfalltor".

## Palmarès

### Competizioni nazionali
- 2. Fußball-Bundesliga: 1

1980-1981 (girone Sud)
- Fußball-Regionalliga: 2

1972-1973 (Regionalliga Sud), 2010-2011 (Regionalliga Sud)

### Altri piazzamenti
- 2. Fußball-Bundesliga:

Secondo posto: 2014-2015, 2022-2023
Terzo posto: 1987-1988
- 3. Liga:

Terzo posto: 2013-2014

## Statistiche e record

### Partecipazione ai campionati e ai tornei internazionali

#### Campionati nazionali
Il club al momento ha ottenuto una sola salvezza in Bundesliga, raggiunta grazie al 14º nella stagione 2015-2016; questo rappresenta quindi il miglior risultato della storia.
Dalla stagione 1963-1964 alla 2024-2025 compresa il club ha ottenuto le seguenti partecipazioni ai campionati nazionali:
| Livello | Categoria          | Partecipazioni | Debutto   | Ultima stagione | Totale |
| ------- | ------------------ | -------------- | --------- | --------------- | ------ |
| 1º      | Bundesliga         | 5              | 1978-1979 | 2023-2024       | 5      |
| 2º      | 2. Bundesliga      | 26             | 1974-1975 | 2025-2026       | 35     |
| 2º      | Regionalliga Süd   | 9              | 1964-1965 | 1973-1974       | 35     |
| 3º      | 3. Liga            | 3              | 2011-2012 | 2013-2014       | 15     |
| 3º      | Regionalliga Süd   | 11             | 1994-1995 | 2006-2007       | 15     |
| 3º      | Anateurliga Hessen | 1              | 1970-1971 | 1970-1971       | 15     |
| 4º      | Regionalliga Süd   | 4              | 2007-2008 | 2010-2011       | 6      |
| 4º      | Oberliga Hessen    | 2              | 1998-1999 | 2003-2004       | 6      |

## Organico

### Rosa 2024-2025
Rosa aggiornata al 27 ottobre 2024.
| N. |                       | Ruolo | Calciatore           |
| -- | --------------------- | ----- | -------------------- |
| 1  | Germania (bandiera)   | P     | Marcel Schuhen       |
| 2  | Spagna (bandiera)     | D     | Sergio López         |
| 3  | Svezia (bandiera)     | D     | Thomas Isherwood     |
| 4  | Germania (bandiera)   | D     | Christoph Zimmermann |
| 5  | Croazia (bandiera)    | D     | Matej Maglica        |
| 7  | Svezia (bandiera)     | A     | Isac Lidberg         |
| 8  | Germania (bandiera)   | C     | Fabian Schnellhardt  |
| 9  | Scozia (bandiera)     | A     | Fraser Hornby        |
| 11 | Germania (bandiera)   | C     | Tobias Kempe         |
| 14 | Montenegro (bandiera) | D     | Meldin Drešković     |
| 15 | Bulgaria (bandiera)   | C     | Fabian Nürnberger    |
| 16 | Germania (bandiera)   | C     | Andreas Müller       |
| 17 | Germania (bandiera)   | C     | Kai Klefisch         |

| N. |                      | Ruolo | Calciatore        |
| -- | -------------------- | ----- | ----------------- |
| 20 | Germania (bandiera)  | D     | Jannik Müller     |
| 22 | Germania (bandiera)  | A     | Aaron Seydel      |
| 23 | Albania (bandiera)   | C     | Klaus Gjasula     |
| 26 | Germania (bandiera)  | D     | Matthias Bader    |
| 29 | Svezia (bandiera)    | A     | Oscar Vilhelmsson |
| 30 | Germania (bandiera)  | P     | Alexander Brunst  |
| 32 | Germania (bandiera)  | D     | Fabian Holland    |
| 34 | Francia (bandiera)   | A     | Killian Corredor  |
| 37 | Filippine (bandiera) | A     | Gerrit Holtmann   |
| 38 | Germania (bandiera)  | D     | Clemens Riedel    |
| 42 | Germania (bandiera)  | A     | Fabio Torsiello   |
| 44 | Giappone (bandiera)  | A     | Yōsuke Furukawa   |
| 45 | Germania (bandiera)  | P     | Max Wendt         |